# マーク・アイクホーン
マーク・アンソニー・アイクホーン（Mark Anthony Eichhorn、1960年11月21日 - ）はアメリカ合衆国の元野球選手（投手）。
カリフォルニア州・サンノゼ出身。右投右打。1992年、1993年のワールドシリーズ連覇に貢献した。サイドとアンダースローの中間から腕が出てくる投法が特徴的な中継ぎ投手であった。

## 経歴

### プロ入り〜ブルージェイズ
カリフォルニア州にあるカブリロ・カレッジに在学中の1979年1月、ドラフト2巡目（全体の30番目）でブルージェイズに指名され5月18日に契約し、プロとしてのキャリアをスタートさせる。プロ入り後、1979年から1982年にかけて順調にルーキーリーグ、アドバンストA、AA、AAAとステップアップしていた。1982年8月20日にメジャー初昇格し、7試合に先発したが速球主体のピッチングが通用せず、特に9月24日の対マリナーズ戦は6回1/3までパーフェクトに抑えていながら、本塁打を打たれ負け投手になってしまうなど、結局勝ち星をあげることは出来なかった。オフ入るとベネズエラのウインターリーグに参加するが、そこで肩を負傷してしまう。

#### ピッチングフォーム変更
ジョーブ博士の診断で右肩回旋筋腱板の断裂が判明したため、ピッチングコーチのアル・ウイドマーとロイヤルズのマイナー時代にクイゼンベリーを指導していたジョン・サリバンコーチのすすめでスリー・クォーターからのピッチングフォーム変更を決意する。変更してみると、肩の痛みも無くなりシンカー、スライダー、チェンジアップでストライクが取れるようになり、更にスライダーの曲がりも大きくなった。彼は軟投派のピッチャーとして生まれ変わった。1983年はAAで21試合に登板し防御率4.33、6勝12敗、AAAで7試合に登板し防御率7.92、0勝5敗と良いところはなかった。続く2年間もAA、AAAで過ごした。

#### メジャー再昇格
1986年は開幕ロースターに残り、中継ぎ投手として69試合に登板し防御率1.72、チーム最多タイの14勝、10セーブ、しかもリリーフでありながら157イニングを投げた。あと5イニング投げて規定投球回をクリアすれば、その間に14点取られたとしてもロジャー・クレメンスの2.48を抜いて最優秀防御率のタイトルを獲得することができる状態であったため、監督のジミー・ウィリアムズは彼に“意味のない5イニング”を投げるかどうかを聞いた。だが彼はそれを拒絶した。
翌1987年もア・リーグのリリーフ登板数タイ記録となる89試合に登板し前年同様の活躍を見せる一方で、盗塁されやすいフォームが少し問題であった。ピッチングフォームを若干変更した1989年は走られにくくなった反面、右打者に変化球を見極められるようになり成績は低下してしまった。

### ブレーブス
チームの信頼を失ったアイクホーンは1990年3月29日にアトランタ・ブレーブスへ保有権を売却される。ブレーブスでも前年同様の低調な成績で11月20日に解雇され、FAとなった。

### エンゼルス
12月19日にはカリフォルニア・エンゼルスとマイナー契約を交わし、ア・リーグへと戻ることとなった。1990年は投げるのをやめていたフォークボールを再び投げ復調し、翌1991年も1986年並の成績を残した。1992年の7月30日にフラッグシップ・ディールを行ったブルージェイズにロブ・デューシー、グレッグ・マイヤーズとの交換で移籍、4年ぶりにブルージェイズのユニフォームを着ることとなった。

### ブルージェイズ
この年ブルージェイズはア・リーグ東地区優勝、彼は1試合ずつの登板であったが、チャンピオンシップシリーズではオークランド・アスレチックスを、ワールドシリーズではアトランタ・ブレーブスを、それぞれ4勝2敗で下しワールドチャンピオンとなった。翌1993年も好調を維持しチームの連続地区優勝に貢献。前年同様、彼は1試合ずつの登板であったが、チャンピオンシップシリーズではシカゴホワイトソックスを、ワールドシリーズではフィラデルフィア・フィリーズを、それぞれ4勝2敗で下しワールドチャンピオンとなった。第6戦では今でも語り草となっているサヨナラ逆転3ラン本塁打をジョー・カーターが放つという劇的な結末であった。シーズン終了後の11月1日にはFAとなってチームを去ることとなった。

### オリオールズ〜エンゼルス
12月14日にはボルチモア・オリオールズと2年契約を結んだ。1994年は好調を維持したが、翌1995年は故障でシーズン全休、11月8日にはFAとなる。1996年2月6日にエンゼルスと契約し24試合に登板するが6 - 8月はほぼ故障者リスト入りするなどし、防御率も5.04と輝きは無くなり、シーズン終了後に引退する。しかしその後も1998年と2000年にはマイナーで投げていたが、2000年8月17日に完全に引退した。メジャー登板は1996年が最後であった。
2004年にはPBSにて彼がコーチをつとめるリトルリーグのチームのひと夏を追ったドキュメンタリー、"SMALL BALL - A Little League Story"が放送された。このチームには彼の息子ケビンも所属していた。
以降は、往年のブルージェイズのチームメイトであるデュウェイン・ウォード、ロイド・モスビー、キャンディー・マルドナード、ジェシー・バーフィールド、ケリー・グルーバー、ランス・マリニクス、ナイジェル・ウィルソン、ポール・スポールジャイリックと共に野球教室を行っている。

## 詳細情報

### 年度別投手成績
| 年 度     | 球 団     | 登 板 | 先 発 | 完 投 | 完 封 | 無 四 球 | 勝 利 | 敗 戦 | セ 丨 ブ | ホ 丨 ル ド | 勝 率 | 打 者 | 投 球 回 | 被 安 打 | 被 本 塁 打 | 与 四 球 | 敬 遠 | 与 死 球 | 奪 三 振 | 暴 投 | ボ 丨 ク | 失 点 | 自 責 点 | 防 御 率 | W H I P |
| --------- | --------- | ----- | ----- | ----- | ----- | -------- | ----- | ----- | -------- | ----------- | ----- | ----- | -------- | -------- | ----------- | -------- | ----- | -------- | -------- | ----- | -------- | ----- | -------- | -------- | ------- |
| 1982      | TOR       | 7     | 7     | 0     | 0     | 0        | 0     | 3     | 0        | --          | ----  | 171   | 38.0     | 40       | 4           | 14       | 1     | 0        | 16       | 3     | 0        | 28    | 23       | 5.45     | 1.42    |
| 1986      | TOR       | 69    | 0     | 0     | 0     | 0        | 14    | 6     | 10       | --          | .700  | 612   | 157.0    | 105      | 8           | 45       | 14    | 7        | 166      | 2     | 1        | 32    | 30       | 1.72     | 0.96    |
| 1987      | TOR       | 89    | 0     | 0     | 0     | 0        | 10    | 6     | 4        | --          | .625  | 540   | 127.2    | 110      | 14          | 52       | 13    | 6        | 96       | 3     | 1        | 47    | 45       | 3.17     | 1.27    |
| 1988      | TOR       | 37    | 0     | 0     | 0     | 0        | 0     | 3     | 1        | --          | ----  | 302   | 66.2     | 79       | 3           | 27       | 4     | 6        | 28       | 3     | 6        | 32    | 31       | 4.19     | 1.59    |
| 1989      | ATL       | 45    | 0     | 0     | 0     | 0        | 5     | 5     | 0        | --          | .500  | 286   | 68.1     | 70       | 6           | 19       | 8     | 1        | 49       | 0     | 1        | 36    | 33       | 4.35     | 1.30    |
| 1990      | CAL       | 60    | 0     | 0     | 0     | 0        | 2     | 5     | 13       | --          | .286  | 374   | 84.2     | 98       | 2           | 23       | 0     | 6        | 69       | 2     | 0        | 36    | 29       | 3.08     | 1.43    |
| 1991      | CAL       | 70    | 0     | 0     | 0     | 0        | 3     | 3     | 1        | --          | .500  | 311   | 81.2     | 63       | 2           | 13       | 1     | 2        | 49       | 0     | 0        | 21    | 18       | 1.98     | 0.93    |
| 1992      | CAL       | 42    | 0     | 0     | 0     | 0        | 2     | 4     | 2        | --          | .333  | 237   | 56.2     | 51       | 2           | 18       | 8     | 0        | 42       | 3     | 1        | 19    | 15       | 2.38     | 1.22    |
| 1992      | TOR       | 23    | 0     | 0     | 0     | 0        | 2     | 0     | 0        | --          | 1.000 | 135   | 31.0     | 35       | 1           | 7        | 0     | 2        | 19       | 6     | 0        | 15    | 15       | 4.36     | 1.35    |
| '92計     | TOR       | 65    | 0     | 0     | 0     | 0        | 4     | 4     | 2        | --          | .500  | 372   | 87.2     | 86       | 3           | 25       | 8     | 2        | 61       | 9     | 1        | 34    | 30       | 3.08     | 1.27    |
| 1993      | TOR       | 54    | 0     | 0     | 0     | 0        | 3     | 1     | 0        | --          | .750  | 309   | 72.2     | 76       | 3           | 22       | 7     | 3        | 47       | 2     | 0        | 26    | 22       | 2.73     | 1.35    |
| 1994      | BAL       | 43    | 0     | 0     | 0     | 0        | 6     | 5     | 1        | --          | .545  | 290   | 71.0     | 62       | 1           | 19       | 4     | 5        | 35       | 1     | 0        | 19    | 17       | 2.16     | 1.14    |
| 1996      | CAL       | 24    | 0     | 0     | 0     | 0        | 1     | 2     | 0        | --          | .333  | 135   | 30.1     | 36       | 3           | 11       | 3     | 2        | 24       | 0     | 1        | 17    | 17       | 5.04     | 1.55    |
| MLB：11年 | MLB：11年 | 563   | 7     | 0     | 0     | 0        | 48    | 43    | 32       | --          | .527  | 3702  | 885.2    | 825      | 49          | 270      | 63    | 40       | 640      | 25    | 11       | 328   | 295      | 3.00     | 1.24    |

- 各年度の太字はリーグ最高
- 「-」は記録なし

### 年度別守備成績
| 年 度 | 球 団 | 投手（P） | 投手（P） | 投手（P） | 投手（P） | 投手（P） | 投手（P） |
| 年 度 | 球 団 | 試 合     | 刺 殺     | 補 殺     | 失 策     | 併 殺     | 守 備 率  |
| ----- | ----- | --------- | --------- | --------- | --------- | --------- | --------- |
| 1982  | TOR   | 7         | 1         | 3         | 0         | 0         | 1.000     |
| 1986  | TOR   | 69        | 16        | 21        | 0         | 1         | 1.000     |
| 1987  | TOR   | 89        | 2         | 30        | 1         | 2         | .970      |
| 1988  | TOR   | 37        | 5         | 13        | 0         | 1         | 1.000     |
| 1989  | ATL   | 45        | 9         | 17        | 0         | 1         | 1.000     |
| 1990  | CAL   | 60        | 7         | 16        | 0         | 0         | 1.000     |
| 1991  | CAL   | 70        | 4         | 18        | 0         | 2         | 1.000     |
| 1992  | CAL   | 42        | 5         | 11        | 1         | 0         | .941      |
| 1992  | TOR   | 23        | 0         | 8         | 0         | 0         | 1.000     |
| '92計 | TOR   | 65        | 5         | 19        | 1         | 0         | .960      |
| 1993  | TOR   | 54        | 7         | 18        | 0         | 1         | 1.000     |
| 1994  | BAL   | 43        | 3         | 19        | 0         | 1         | 1.000     |
| 1995  | CAL   | 24        | 2         | 6         | 0         | 0         | 1.000     |
| MLB   | MLB   | 563       | 61        | 180       | 2         | 9         | .992      |

- 各年度の太字はリーグ最高

### 背番号
- 28 （1982年）
- 38 （1986年 - 1988年、1994年）
- 49 （1989年）
- 45 （1990年 - 1992年途中）
- 34 （1992年途中 - 同年途中）
- 48 （1992年途中 - 1993年）
- 58 （1996年）
- 56 （1997年）

## 参考資料
1. ↑  “Boxscore - TOR vs. SEA - September 24,1982”.   The Baseball Cube. 2008年2月24日閲覧。
2. 1 2 3  “Top 40 All-Time Greatest Blue Jays: #29 Mark Eichhorn”.   Bluebird Banter. 2008年2月24日閲覧。
3. 1 2   Sporting News. SportingNews. (1986-05-05)
4. ↑  “History: Top 100 Teams - TEAM #60 1975 WATERLOO ROYALS (93 - 35)”.   Minor League Baseball. 2008年2月24日閲覧。
5. 1 2 3  “Mark Eichhorn”.   ArmchairGM.com. 2008年2月24日閲覧。
6. ↑  “IL News & Notes - Independent and Minor League Sports News”.   OurSports Central (2000年8月18日). 2008年2月24日閲覧。
7. ↑  “SMALL BALL: A Little League Story . Homepage”.   PBS. 2008年2月24日閲覧。
8. ↑  “SMALL BALL: A Little League Story . About the Film. Cast of Characters”.   PBS. 2008年2月24日閲覧。
9. ↑  “Duane Ward Baseball Clinic”. 2008年2月24日閲覧。